# Рика (комуна)
Рика (рум. Râca) — комуна у повіті Арджеш в Румунії. До складу комуни входять такі села (дані про населення за 2002 рік):
- Адунаць (253 особи)
- Буков (371 особа)
- Рика (880 осіб) — адміністративний центр комуни

Комуна розташована на відстані 83 км на захід від Бухареста, 49 км на південь від Пітешть, 98 км на схід від Крайови, 142 км на південь від Брашова.

## Населення
У 2009 року у комуні проживали 1443 особи.